# Produktionsindex
Der Produktionsindex ist ein Indikator, welcher die monatliche Leistung des Produzierenden Gewerbes in Deutschland misst. Als zeitnaher und wichtiger Indikator für die konjunkturelle Entwicklung, liefert der Index unter anderem die Informationen zur zeitnahen Einschätzung des Bruttoinlandsprodukts. Das Statistische Bundesamt berechnet den Indikator und veröffentlicht diesen 38 Tage nach Ende eines Berichtsmonats.